# 101101 Carmichael
101101 Carmichael è un asteroide della fascia principale. Scoperto nel 1998, presenta un'orbita caratterizzata da un semiasse maggiore pari a 2,274185 UA e da un'eccentricità di 0,180265, inclinata di 2,895553° rispetto all'eclittica. Ha un diametro di 2,275 km.
È membro della famiglia di asteroidi Flora.
È dedicato a Robert Daniel Carmichael, matematico statunitense.